# Radi Zsaidi
Radi ibn Abd el-Mazsid Zsaidi (arabul: راضي بن عبدالمجيد جعايدي) (Tunisz, 1975. augusztus 30. –) tunéziai labdarúgó, jelenleg az angol Birmingham City hátvédje.

## Pályafutása
Jaïdi 2004 júliusában került Angliába a Bolton Wanderershez az Espérance Sportive de Tunis nevű klubtól, amivel korábban megnyerte a tunéziai bajnokságot. Ő volt az első tunéziai játékos, aki angol Premier League-klubhoz igazolt.
Jaïdi 2006 nyarán csatlakozott a Birmingham City-hez 2 millió fontért.A szezon elején debütált a Crystal Palace ellen, a mérkőzést csapata nyerte 1–0-ra.
Jaïdi a tunéziai válogatott állandó tagja, Roger Lemerre szövetségi kapitány a 2006-os világbajnokság tunéziai keretébe is beválasztotta. A tornán Tunézia kezdőmérkőzésén gólt szerzett Szaúd-Arábia ellen, így a mérkőzés 2–2-vel végződött. Korábban játszott még a 2004-es Afrikai Nemzetek Kupáján, amit válogatottja meg is nyert, valamint a 2002-es világbajnokságon is részt vett. A 2008-as Afrikai Nemzetek Kupáján ő volt a válogatott csapatkapitánya, ahol egészen a negyeddöntőig jutottak.